# 约翰·里德雷尔
约翰·里德雷尔（德語：Johann Riederer，1957年12月30日—），德国男子射击运动员，主攻步枪。他曾代表西德、德国参加1988年和1992年夏季奥林匹克运动会射击比赛，获得二枚铜牌。